# 聖馬丁鎮 (聖胡安省)
聖馬丁鎮（西班牙語：Villa San Martín），是阿根廷的城鎮，位於該國西部聖胡安省，是聖馬丁縣的首府，處於聖胡安以東18.7公里，海拔高度593米，2001年人口1,904。